# Mourre de pouar

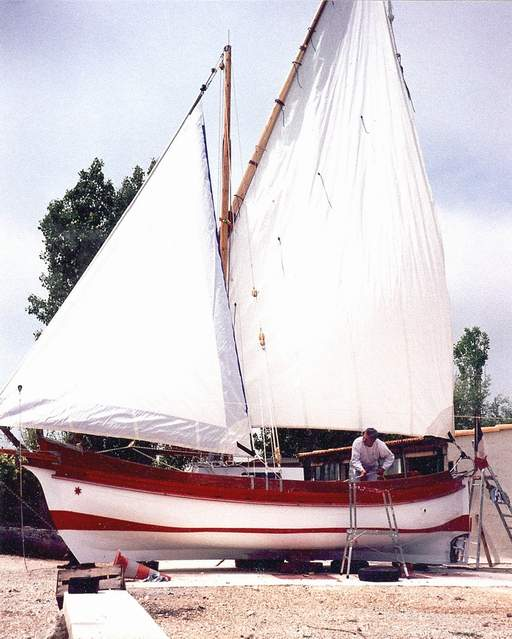
Le mourre de pouar Galineto

Le mourre de pouar (de l'occitan morre de pòrc, où ò se prononce [ɔ] ou [wa]) est une barque de pêche traditionnelle à voile et à fond plat, utilisée en Méditerranée, de Toulon à Sète.  
Ces voiliers sont similaires aux pointus et aux barquettes marseillaises, mais de taille plus grande. 
Sa solidité et ses varangues plates permettaient de hâler facilement un mourre de pouar sur le sable, mais ces varangues n'étaient pas compatibles avec une propulsion au moteur (le bateau tapait), ce qui causa de sa disparition au profit des barquettes plus légères.

## Étymologie
Mourre de pouar s'écrit plus exactament morre de pòrc en occitan (provençal, languedocien). La prononciacion occitane est [ˈmuʁe de ˈpwaʁ, ˈmuʁe de ˈpɔʁ, ˈmurre de ˈpɔrk]... Cela signifie à l'origine « museau de cochon », en rapport avec l'éperon de la proue.

## Gréement
Le gréement est variable : 
- Voile de mestre et un foc[1].
- Voile de mestre et une voile à livarde atarquiée[1].

## Usage
Ces voiliers étaient utilisés pour la pêche au gangui ou au sardinal (types de filets de pêche) ou comme bateau-pilote dans le port de Marseille.